# Robert Erskine
Robert Erskine (russisch Роберт Карлович Арескин, deutsche Transkription Robert Karlowitsch Areskin; * 8. September 1677 in Alva (Schottland); † 30. November 1718 in Olonez, Russland) war der schottische Leibarzt von Peter I., der Präsident der ersten medizinischen Akademie im Russischen Reich.
Er entstammte einer Nebenlinie des schottischen Clan Erskine und war der sechste Sohn des Adligen und Parlamentsabgeordneten Sir Charles Erskine, 1. Baronet (1643–1690), Gutsherr von Alva in Clackmannanshire, aus dessen Ehe mit Christian Dundas.
Erskine studierte in Edinburgh, Paris und Utrecht (Dissertation 1700). 1703 wurde er Fellow der Royal Society. In Paris traf er Peter den Großen, der ihn nach Russland einlud. Er kam 1706 in Russland an und diente zunächst Alexander Danilowitsch Menschikow als Leibarzt und begleitete diesen auf dessen Feldzügen. Bald nach seiner Ankunft wurde er auch Leiter des Apotheken-Amts, das eine Art Aufsichtsfunktion in Russland hatte und die erste medizinische Institution in Russland war. 1713 wurde er Leibarzt des Zaren. Er erhielt 1716 den eigens geschaffenen Posten eines obersten Mediziners in Russland (im Rang eines Staatsrats), begann mit Reformen der Medizin in Russland, sorgte für die Einrichtung eines Gartens für pharmazeutische Zwecke in Sankt Petersburg (Vorläufer des späteren Botanischen Gartens) und ab 1714 für die Einrichtung von Bibliothek und Kunstkammer (wozu auch ein Naturalienkabinett gehörte) für den Zaren. Er selbst war auch ein großer Sammler von Muscheln und Mineralien und ein Bücherliebhaber. Seine Bibliothek von 4200 Büchern wurde zum Kern der Bibliothek der Akademie der Wissenschaften (die nach seinem Tod 1724 gegründet wurde). Dabei erwarb er auch Bücher seines Arztkollegen Archibald Pitcairn, darunter eine Erstausgabe der  Philosophiae Naturalis Principia Mathematica von Isaac Newton mit den Anmerkungen von David Gregory, die später an die Universität Moskau kam und das erste Exemplar der Principia in Russland war. 1717 begleitete er den Zaren auf seiner Reise nach Deutschland, den Niederlanden und Frankreich.
Nachdem sein Neffe dritten Grades John Erskine, 23. Earl of Mar (1675–1732) ein Anführer der missglückten Jakobitenrevolte von 1715 gewesen war, wurde Erskine beschuldigt, am russischen Hof zugunsten der Jakobiten und gegen das in Großbritannien regierende Haus Hannover zu wirken. Das kam anhand des von den Briten entzifferten diplomatischen Briefwechsels des schwedischen Botschafters in London Carl Gyllenborg zu Tage und führte damals zu großen diplomatischen Verwicklungen (Gyllenborg-Affäre). Nachdem sich Erskine gerechtfertigt und seine Unschuld dargelegt hatte, wurde der Vorgang im März 1717 beigelegt. In der älteren Literatur folgte man häufig dieser scheinbaren Rechtfertigung. Es besteht jedoch in neuerer Literatur kein Zweifel und ist vielfach zum Beispiel in den Stuart Papers und dem erhaltenen Briefwechsel belegt, dass er eine zentrale Rolle im Rahmen der Jakobitenverschwörung spielte, in dem er für die Jakobiten (insbesondere den Earl of Mar) Kontakte nach Russland herstellte und auch sonst in deren Sinn handelte, so in Versuchen einen Frieden zwischen Schweden und Russland herzustellen.
Er starb relativ jung am 30. November 1718, als er zur Wiederherstellung seiner angegriffenen Gesundheit bei den eisenhaltigen Mineralquellen von Olonez kurte. Von seiner Freundschaft mit Zar Peter zeugt der Umstand, dass dieser ihm ein prächtiges und ehrenvolles Begräbnis am 4. Januar 1719 auf dem Lazarus-Friedhof des neuerrichteten Alexander-Newski-Klosters in Sankt Petersburg anordnete und dessen Trauerprozession persönlich anführte. Erskine blieb unverheiratet und kinderlos.